# Redox-Paar
Ein Redox-Paar, auch korrespondierendes Redox-Paar genannt, benennt die beiden Teilnehmer einer der beiden Teilreaktionen (Halbreaktionen) einer Redoxreaktion. In allgemeiner Form geschrieben gilt für die beiden Teilnehmer der Zusammenhang:
{\displaystyle \mathrm {Red\ \rightleftharpoons \ Ox\ +{\mathit {n}}\ e^{-}} }.
Dabei steht Red für die reduzierte Form, Ox für die oxidierte Form eines Teilchens (Molekül, Atom oder Ion) und n für die Anzahl der beim Übergang ausgetauschten Elektronen e−.
Von links nach rechts gelesen, fungiert Red als Elektronendonator. Von rechts nach links gelesen, fungiert Ox als Elektronenakzeptor. Alternativ kann man bei Red auch von Reduktions- und bei Ox auch von Oxidationsmitteln sprechen:
| {\displaystyle \mathrm {Reduktionsmittel} } | {\displaystyle \mathrm {\ {\xrightarrow[{}]{Oxidation}}} } | {\displaystyle \mathrm {Oxidationsmittel\ \ +\ {\mathit {n}}\ Elektronen} } |
| {\displaystyle \mathrm {Reduktionsmittel} } | {\displaystyle \mathrm {\ {\xleftarrow[{Reduktion}]{}}} }  | {\displaystyle \mathrm {Oxidationsmittel\ \ +\ {\mathit {n}}\ Elektronen} } |
Zur Beschreibung einer Redoxreaktion sind zwei Redox-Paare erforderlich, da unter gängigen chemischen Bedingungen keine freien Elektronen existieren. Wenn in einer Teilreaktion ein Elektron formal freigesetzt wird, dann wird eine weitere Teilreaktion benötigt, um das Elektron aufzunehmen:
{\displaystyle {\begin{aligned}{\text{Red}}_{1}\ &\ \rightleftharpoons \ {\text{Ox}}_{1}\ +\ {\text{e}}^{-}&&{\text{1. Redox-Paar}}\\{\text{Ox}}_{2}\ +\ {\text{e}}^{-}&\ \rightleftharpoons \ {\text{Red}}_{2}&&{\text{2. Redox-Paar}}\\-------&---------\\{\text{Red}}_{1}\ +\ {\text{Ox}}_{2}&\ \rightleftharpoons \ {\text{Ox}}_{1}\ +\ {\text{Red}}_{2}&&{\text{Redoxreaktion}}\\\end{aligned}}}

## Beispiele
Als Beispiel kann man die ohne Energiezufuhr freiwillig ablaufende Umsetzung von elementarem Kupfer (Redoxpotential +0,34 V) betrachten, das in einer wässrigen Lösung mit gelösten Silberionen (Redoxpotential +0,80 V) reagiert. Dabei wird Kupfer zu löslichen Cu-2+-Kationen oxidiert und die Silber-Kationen zu elementarem Silber reduziert, das sich auf überschüssigem Kupfer  abscheidet:
{\displaystyle {\begin{aligned}{\text{Cu}}\ &\ \longrightarrow \ {\text{Cu}}^{2+}+\ 2\ {\text{e}}^{-}&&{\text{1. Redox-Paar, hier erfolgt eine Oxidation}}\\2\ {\text{Ag}}^{+}\ +\ 2\ {\text{e}}^{-}&\ \longrightarrow \ 2\ {\text{Ag}}&&{\text{2. Redox-Paar, hier erfolgt eine Reduktion}}\\-------&---------\\{\text{Cu}}\ +2\ {\text{Ag}}^{+}&\longrightarrow \ {\text{Cu}}^{2+}+\ 2\ {\text{Ag}}&&{\text{Redoxreaktion}}\\\end{aligned}}}
Wenn die Teilreaktionen komplexer sind, ist es vorteilhaft, die Oxidationszahlen zu betrachten und oberhalb der betroffenen Atome einzubeziehen. In einer wässrigen, sauren Lösung wird z. B. Natriumnitrit zum Natriumnitrat oxidiert, wenn Kaliumpermanganat als starkes Oxidationsmittel zugesetzt wird. Die Permanganat-Anionen werden dabei zu Mn2+-Ionen reduziert, während die Oxidationsstufen der übrigen Atome unverändert bleiben:
{\displaystyle \mathrm {{\overset {+7}{Mn}}O_{4}^{-}\ +\ 8\ H_{3}O^{+}+5\ e^{-}\longrightarrow {\overset {+2}{Mn^{2+}}}+12\ H_{2}O} }